# Thomas Knight
Thomas Francis Knight (ur. 2 kwietnia 1991 w Farmington) – amerykański koszykarz, występujący na pozycjach skrzydłowego i środkowego.
Pod koniec czerwca 2015 roku podpisał umowę z zespołem Polfarmexu Kutno. 22 sierpnia klub podał do wiadomości, że z powodu doznanej kontuzji nie przyjedzie on do Polski, aby rozpocząć przygotowania do sezonu. Wobec powyższego jego kontrakt przestaje obowiązywać.

## Osiągnięcia
- Mistrz Finlandii (2015)[1]
- Uczestnik rozgrywek EuroChallenge (2015)[3]